# Erika Christensen
 Ikke at forveksle med Erika F. Christensen.
Erika Jane Christensen (født 19. august 1982 i Seattle, Washington, USA) er en amerikansk skuespillerinde, der har optrådt i film som Traffic (2000), og The Perfect Score (2004).
Christensen voksede op i Los Angeles i Californien. Hendes TV-karriere startede i reklamefilm for McDonald's. Hun havde også flere små roller i TV-programmer før hun begyndte sin egen karriere. Disse programmer inkluderer The Geena Davis Show, Frasier, The Practise, Ti fingre og elleve tær og Touched By An Angel.
Christensen blev udnævnt til en af People Magazines "Breakthrough Stars of 2001". For sin optræden i Traffic modtog hun en pris for bedste kvindelige gennembrud på MTV Movie Awards, for bedste kvindelige optræden i Young Hollywood Awards, og bedste optræden af et rollemedlem på Screen Actors Guild Awards.
Christensen er også medlem af scientologikirken.

## Filmografi
- How to Rob a Bank (2006)
- Flightplan (2005)
- The Sisters (2005)
- Det beste som kunne ske (orig. The Upside of Anger) (2005)
- Riding the Bullet (2004)
- The Perfect Score (2004)
- Stormfulle højder (2003) (TV-film)
- The Banger Sisters (2002)
- Swimfan (2002)
- Home Room (2002)
- That '70s Show (2001)  (TV-serie)
- Traffic (2000)
- Thanks (1999) (TV-serie)
- Can of Worms (1999)
- Leave It to Beaver (1997)